# Déstockage
 (avril 2013).
Le déstockage signifie littéralement « reprendre pour utilisation ce qui a été précédemment stocké ».
La notion de déstockage peut s'appliquer à une entreprise, à un commerçant et plus marginalement à un particulier qui revendrait des objets par tous moyens disponibles.
Le déstockage se différencie des soldes qui sont encadrées par la loi. Une entreprise ou un commerçant peuvent entreprendre une opération de déstockage indépendamment des soldes.

## Origine des stocks
Il est normal pour une entreprise d'avoir un stock pour pouvoir répondre dans un délai acceptable aux demandes de ses clients et aussi anticiper des risques de rupture de la chaîne logistique. Cependant, chaque entreprise cherche à minimiser son stock pour réduire son BFR.
Le déstockage est rendu nécessaire quand un stock est encombré par une marchandise qui a perdu de sa valeur initiale. On distingue généralement plusieurs causes :
- dégradation ou usure pour un stock utilisé comme modèle d'exposition ou exposé aux intempéries par exemple
- faute d'intérêt pour cette marchandise de la part des acheteurs en raison d'une obsolescence ou d'une saisonnalité par exemple
- volonté de donner une nouvelle orientation à un point de vente : il s'agit là d'une décision volontaire d'arrêter de commercialiser un produit. Le stock résiduel est donc à vendre.
- accident dans la gestion de l'entreprise : dégradation du matériel lors d'opérations de manutention, commandes annulées, erreurs de commandes...

## Organisation du déstockage
Le déstockage suppose la mise en place d'une organisation spécifique par l'entreprise.
Au coût du stock et de sa dépréciation peuvent donc venir s'ajouter d'autres coûts logistiques, mobilisation d'une force de vente...
La problématique du déstockage consiste à trouver un acheteur susceptible d'accorder une valeur acceptable au bien.
En dernier recours, faute d'acheteur, les marchandises sont destinées à être éliminées.

## L'intérêt du déstockage
Pour l'acheteur, la première motivation est le prix.
Pour l'entreprise,
- la trésorerie : en général, une opération de déstockage est associée à des conditions de ventes avantageuses pour l'entreprise comme le paiement comptant
- la libération d'un espace de stockage qui peut servir par exemple à accueillir une nouvelle marchandise dont le potentiel de vente est plus intéressant
- l'amélioration de l'efficacité : avec un stock moins encombré, l'entreprise gagne en efficacité
- l'amélioration de la sécurité : un stock encombré et mal identifié peut être la cause d'accidents du travail

## Les acteurs du déstockage
Les acteurs du déstockage se distinguent par le type de service qu'ils proposent.
Les acteurs traditionnels :
- les déstockeurs traditionnels : ils rachètent la marchandise, souvent sans distinction de qualité. Leur intérêt est d'acheter un volume (au poids, au camion...) à un prix très bas puis d'extraire de ce volume une petite fraction valorisable ou de trouver des débouchés pour ces volumes par exemple auprès de circuits de distribution dans des pays émergents.
- les associations : certaines associations comme par exemple Emmaüs récupèrent une fraction valorisable des stocks pour financer leur activité. Souvent, ces associations ne payent pas directement la marchandise mais le don en nature consenti par l'entreprise donne droit à une défiscalisation.

Les acteurs sur internet :
- les acteurs qui ont dupliqué le modèle du déstockeur traditionnel : citons par exemple la société Cdiscount[3] qui peut dans certaines conditions se porter acquéreur d'un stock auprès d'une entreprise pour revendre ensuite en ligne la marchandise. Cette typologie de système se pratique aussi dans le monde de la mode avec par exemple le site degriffstock[4].
- les acteurs de la vente privée sur internet : ces acteurs se sont beaucoup développés dans le domaine de la mode par exemple. Ils proposent en général une "place de marché" sur internet pour l'entreprise et mettent à disposition une expertise logistique pour gérer la transaction et l'expédition des marchandises. D'autres acteurs comme la startup Stocklear[5], sont inspirés de ce concept pour permettre à des marques et distributeurs de déstocker leurs invendus et retours clients de toutes catégories, directement auprès de professionnels de la vente du déstockage.
- les sites d'annonces permettent aux vendeurs de donner une visibilité à leurs stocks. Principalement faits pour permettre à des particuliers de vendre des objets, les sites d'annonces comme leboncoin.fr sont parfois utilisés par des entreprises pour déstocker.
- les magasins d'alimentation : comme des enseignes surfent sur l'augmentation des prix des denrées alimentaires pour racheter à des prix bas les marchandises qui se périment bientôt pour les proposer à des prix réduits à des consommateurs pauvres[style à revoir].

## Repenser le déstockage
Le succès des sites d'annonces ou de vente privée invite à repenser le déstockage en partant non pas de la problématique du stock mais en partant cette fois-ci de la problématique de la demande.
Certains sites web permettent aux particuliers de trouver localement les offres de déstockage dans le domaine de l'achat de matériaux pour la construction ou pour la rénovation du logement. 